# Bảng nhãn
Bảng nhãn (chữ Nôm: 版沲) là một danh hiệu của học vị Tiến sĩ trong hệ thống giáo dục Việt Nam thời phong kiến.
Ở Việt Nam, danh hiệu này được xác định trong kỳ thi bậc nhất của thi Đình, còn gọi là Đệ nhất giáp tiến sĩ cập đệ, nhị danh. Người thi đỗ bảng nhãn đứng thứ hai trong tam khôi (dưới Trạng nguyên, trên Thám hoa).
- Quốc triều khoa bảng lục

## Các bảng nhãn Việt Nam
Danh sách bảng nhãn dưới đây lấy theo Danh sách các vị Tam khôi của Viện Hán-Nôm.
| Tên                             | Năm sinh năm mất | Quê        | Năm đỗ Bảng nhãn | Đời vua        | Ghi chú |
| ------------------------------- | ---------------- | ---------- | ---------------- | -------------- | --- |
| Phạm Văn Tuấn                   | 1221-?           | Hải Dương  | 1246             | Trần Thái Tông | Bảng nhãn đầu tiên của Việt Nam |
| Lê Văn Hưu                      | 1230-1322        | Thanh Hóa  | 1247             | Trần Thái Tông | Bảng nhãn trẻ tuổi nhất (17 tuổi). |
| Chu Hinh                        | ?-?              | Hưng Yên   | 1256             | Trần Thái Tông | |
| Bùi Mộ                          | ?-?              | Hà Nội     | 1304             | Trần Anh Tông  | |
| Lê Hiến Phủ                     | 1341-1399        | Quảng Ninh | 1374             | Trần Duệ Tông  | |
| Nguyễn Như Đổ                   | 1424-1526        | Hà Nội     | 1442             | Lê Thái Tông   | Bảng nhãn 18 tuổi. |
| Trịnh Thiết Trường              | 1390-?           | Thanh Hóa  | 1448             | Lê Nhân Tông   | Năm 1442 đã đỗ hạng tam giáp đồng tiến sĩ nhưng không nhận.                                                                                                 |
| Nguyễn Đức Trinh                | 1439-1472        | Hải Dương  | 1463             | Lê Thánh Tông  | |
| Nguyễn Toàn An (Nguyễn Kim An?) | 1451-?           | Hải Dương  | 1472             | Lê Thánh Tông  | Là lính trong quân đội Đại Việt dưới thời vua Lê Thánh Tông. Nhờ một bài thơ mà vua Lê Thánh Tông cho về quê đèn sách rồi đỗ bảng nhãn khoa Nhâm Thìn 1472. |
| Ông Nghĩa Đạt                   | ?-?              | Hà Nội     | 1475             | Lê Thánh Tông  | |
| Lê Quảng Chí                    | 1451-1533        | Hà Tĩnh    | 1478             | Lê Thánh Tông  | Đình nguyên Bảng nhãn, Hoành Sơn tiên sinh. |
| Trần Bích Hoành                 | 1452-?           | Nam Định   | 1478             | Lê Thánh Tông  | |
| Lưu Hưng Hiếu                   | 1456-?           | Thanh Hóa  | 1481             | Lê Thánh Tông  | |
| Nguyễn Giác                     | ?-?              | Hà Nội     | 1484             | Lê Thánh Tông  | |
| Nguyễn Đức Huấn                 | ?-?              | Hải Dương  | 1487             | Lê Thánh Tông  | |
| Ngô Hoán                        | 1460-1522?       | Hải Dương  | 1490             | Lê Thánh Tông  | |
| Ngô Thầm                        | ?-?              | Bắc Ninh   | 1493             | Lê Thánh Tông  | Thành viên hội Tao Đàn. |
| Nguyễn Huân                     | ?-?              | Bắc Ninh   | 1496             | Lê Thánh Tông  | |
| Lương Đắc Bằng                  | 1472-1522        | Thanh Hóa  | 1499             | Lê Hiến Tông   | Giỏi về lý số. |
| Lê Sạn                          | 1476-?           | Hà Nội     | 1502             | Lê Hiến Tông   | |
| Bùi Nguyên                      | ?-?              | Hà Nội     | 1505             | Lê Uy Mục      | |
| Hứa Tam Tỉnh                    | 1481-?           | Bắc Ninh   | 1508             | Lê Uy Mục      | |
| Trần Bảo Tín                    | 1482-?           | Hà Tĩnh    | 1511             | Lê Tương Dực   | Truy phong phúc thần thượng thư. |
| Nguyễn Chiêu Huấn               | ?-?              | Bắc Ninh   | 1514             | Lê Tương Dực   | Làm quan đời vua Lê Tương Dực và Mạc Thái Tổ. |
| Nguyễn Mẫn Đốc                  | 1492-?           | Phú Thọ    | 1518             | Lê Chiêu Tông  | Nguyên quán Tứ Kỳ, Hải Dương. Theo Lê Chiêu Tông vào Thanh Hóa, tuẫn tiết, truy phong phúc thần.                                                            |
| Nguyễn Thuyên                   | ?-?              | Bắc Ninh   | 1523             | Lê Cung Hoàng  | |
| Nguyễn Văn Hiến                 | ?-?              | Bắc Ninh   | 1526             | Lê Cung Hoàng  | |
| Nguyễn Hãng                     | 1488-?           | Hà Nội     | 1529             | Mạc Thái Tổ    | |
| Bùi Vịnh                        | 1498-1545        | Hà Nội     | 1532             | Mạc Thái Tông  | |
| Bùi Khắc Đốc                    | 1510-?           | Hà Nội     | 1535             | Mạc Thái Tông  | |
| Trần Toại                       | 1514-?           | Phú Thọ    | 1538             | Mạc Thái Tông  | |
| Phạm Công Sâm                   | 1504-?           | Hải Dương  | 1541             | Mạc Hiến Tông  | |
| Phạm Du                         | ?-?              | Vĩnh Phúc  | 1547             | Mạc Tuyên Tông | |
| Trần Văn                        | ?-?              | Hưng Yên   | 1550             | Mạc Tuyên Tông | |
| Hoàng Tuân                      | 1517-?           | Hưng Yên   | 1553             | Mạc Tuyên Tông | |
| Đỗ Uông                         | 1523/1533?-1600  | Hải Dương  | 1556             | Mạc Tuyên Tông | |
| Trương Lỗ                       | 1532-?           | Hải Dương  | 1562             | Mạc Mậu Hợp    | |
| Nguyễn Miễn                     | ?-?              | Bắc Ninh   | 1571             | Mạc Mậu Hợp    | |
| Nguyễn Nhân Triêm               | 1530-?           | Bắc Ninh   | 1577             | Mạc Mậu Hợp    | |
| Nguyễn Nghi                     | 1577-1664        | Thái Bình  | 1637             | Lê Thần Tông   | Bảng nhãn lớn tuổi nhất (61 tuổi). |
| Nguyễn Văn Bích                 | 1620-1706        | Hải Phòng  | 1659             | Lê Thần Tông   | Nguyên quán Tĩnh Gia, Thanh Hóa. |
| Đào Công Chính                  | 1623/1639?-?     | Hải Phòng  | 1661             | Lê Thần Tông   | |
| Phạm Quang Trạch                | 1653-?           | Hà Nội     | 1683             | Lê Hy Tông     | |
| Nguyễn Đình Ức                  | 1676-?           | Hà Nội     | 1700             | Lê Hy Tông     | |
| Hà Tông Huân                    | 1697-1766        | Thanh Hóa  | 1724             | Lê Dụ Tông     | Đình nguyên Bảng nhãn. |
| Nhữ Trọng Đài                   | 1696-?           | Hải Dương  | 1733             | Lê Thuần Tông  | |
| Lê Quý Đôn                      | 1726-1784        | Thái Bình  | 1752             | Lê Hiển Tông   | Đình nguyên Bảng nhãn. |
| Phạm Thanh                      | 1821-?           | Thanh Hóa  | 1851             | Tự Đức         | |
| Vũ Duy Thanh                    | 1807-1859        | Ninh Bình  | 1851             | Tự Đức         | Chế khoa. Dân gian gọi là Trạng Bồng. Bảng nhãn cuối cùng của Việt Nam                                                                                      |